# Носув (Люблинское воеводство)
Носув (Подляшский язык.: Nosovo), (пол. Nosów) — деревня в Бяльском повете Люблинского воеводства Польши. Входит в состав гмины Лесьна-Подляска. По данным переписи 2011 года, в деревне проживало 344 человека.

## География
Деревня расположена на востоке Польши, на расстоянии приблизительно 16 километров к северо-западу от города Бяла-Подляска, административного центра повета. Абсолютная высота — 153 метра над уровнем моря. К северу от населённого пункта проходит региональная автодорога 698.

## История
Согласно «Справочной книжке Седлецкой губернии на 1875 год» деревня Носов входила в состав гмины Витулин Константиновского уезда Седлецкой губернии. В 1912 году Константиновский уезд был передан в состав новообразованной Холмской губернии.
В 1975—1998 годах деревня входила в состав Бяльскоподляского воеводства.

## Население
Демографическая структура по состоянию на 31 марта 2011 года:
|         | Всего | До трудоспособного возраста | Трудоспособного возраста | Старше трудоспособного возраста |
| ------- | ----- | --------------------------- | ------------------------ | ------------------------------- |
| Мужчины | 174   | 44                          | 119                      | 11                              |
| Женщины | 170   | 36                          | 90                       | 44                              |
| Всего   | 344   | 80                          | 209                      | 55                              |

## Фотографии

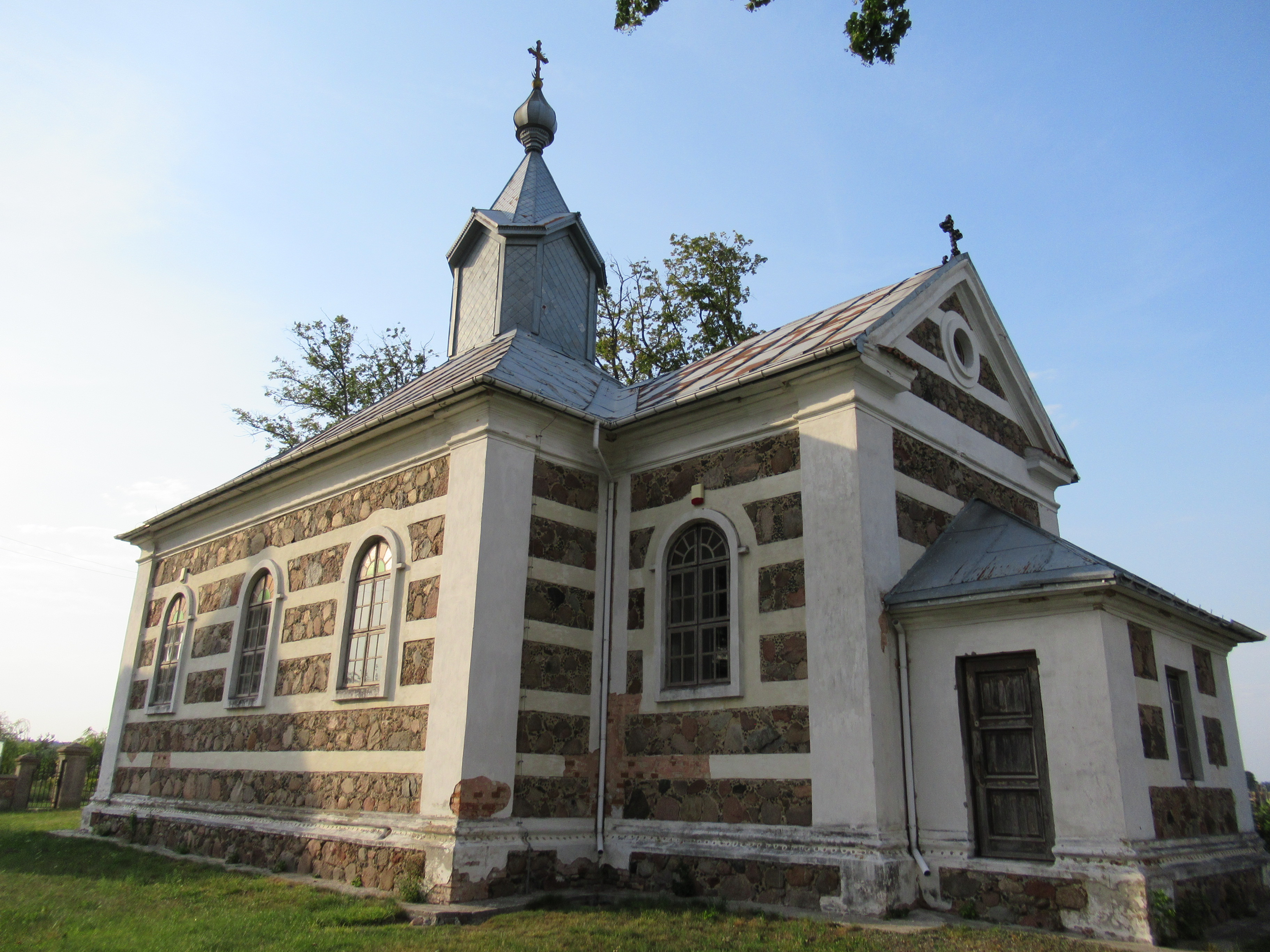
Польская православная церковь - (Православие в Польше)
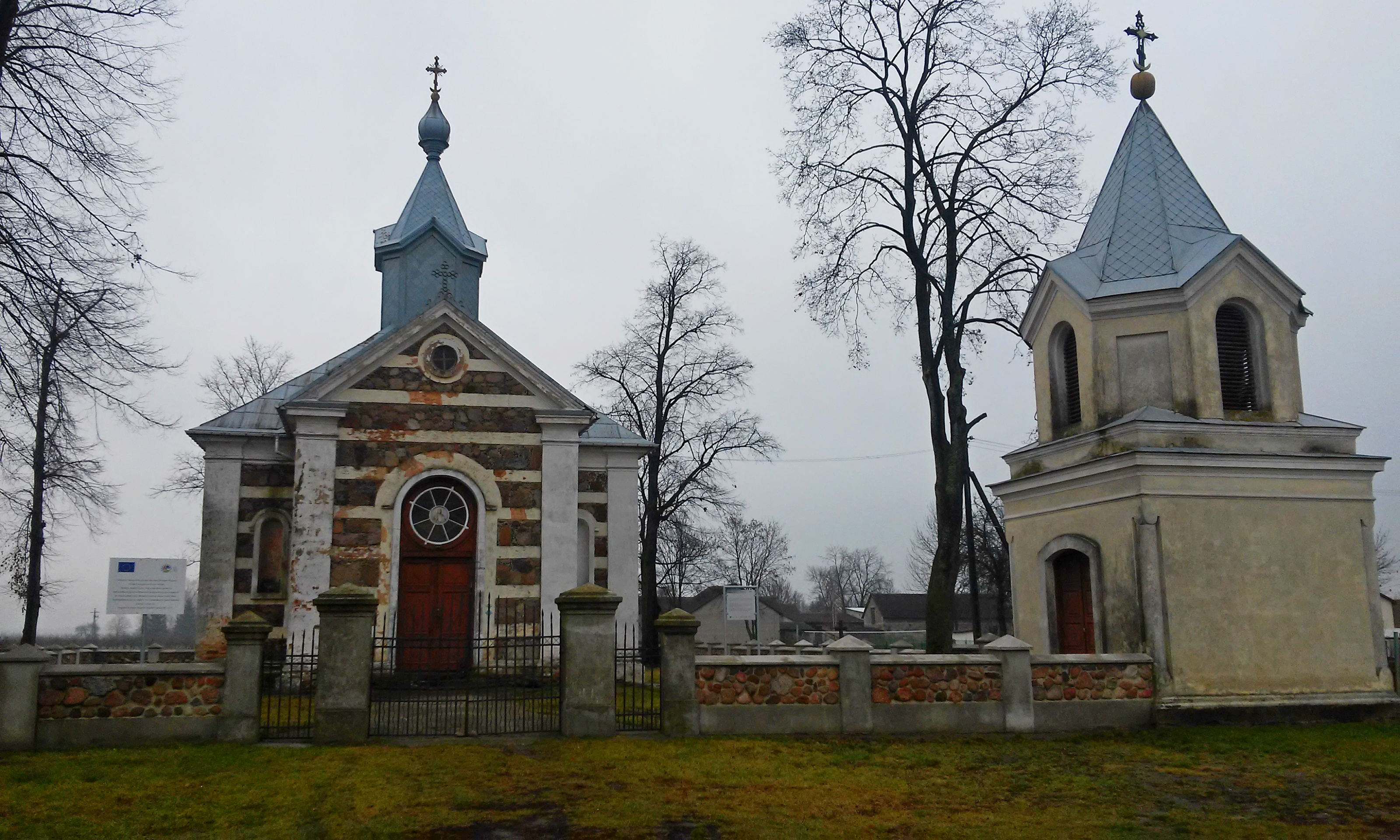
Православная церковь
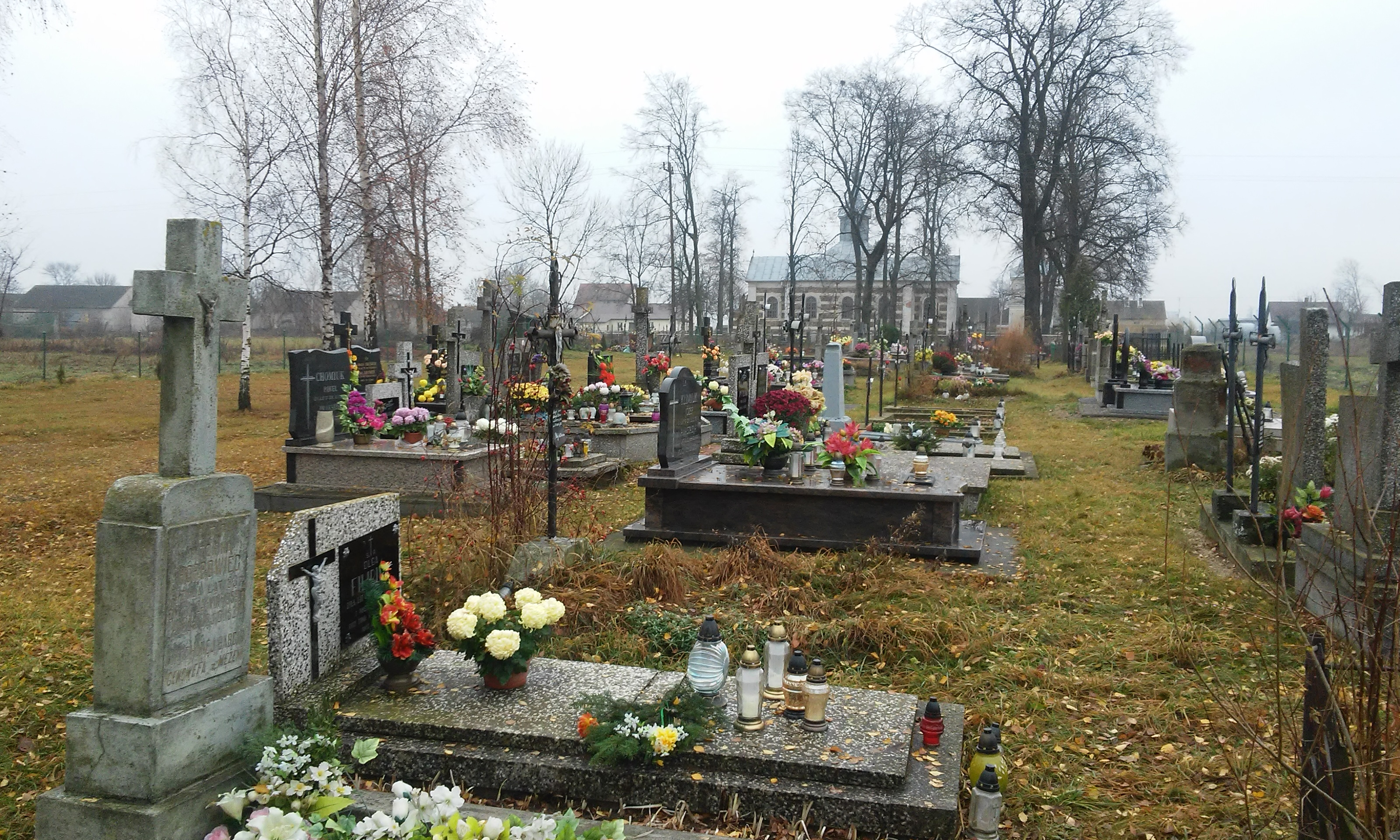
Кладбище

## Достопримечательности
- Православный храм во имя Архангела Михаила, 1862 г.
- Усадьба, вторая половина XIX в.